# Maksymilian Altmann
Maksymilian Altmann wł. Julius Max Altmann (ur. 11 września 1888 w Poznaniu, zm. 5 lutego 1932 tamże) – polsko-niemiecki działacz socjalistyczny i związkowy, radny miasta Poznania w latach 1926-1929 z ramienia PPS.

## Życiorys
Urodził się w Poznaniu, w polsko-niemieckiej rodzinie. Jego ojcem był Hermann Altmann, a matką Pelagia Michnikowska. Maksymilian Altmann pracował jako ślusarz w zakładach kolejowych. Przez krótki czas należał do SPD. W 1918 roku, przed wybuchem powstania wielkopolskiego był członkiem poznańskiej Rady robotniczo-żołnierskiej. W 1920 r. jako jeden z przywódców robotniczych brał udział w strajku kolejarzy przed zamkiem cesarskim. Pełnił także funkcję prezesa oddziału Związku Zawodowego Kolejarzy w Poznaniu. Był także członkiem Zarządu Głównego Związku Zawodowego Kolejarzy oraz członkiem Zarządu Kas Emerytalnych byłego zaboru pruskiego.
W 1925 roku wystartował w wyborach do Rady Miasta Poznania z komitetu PPS. W tych wyborach nie wystartował komitet mniejszości niemieckiej, która w dużej części zdecydowała się poprzeć kandydatów socjalistycznych. Prasa niemiecka prasa zachęcała do głosowania na Altmanna. Był członkiem Rady Miasta w kadencji 1926-1930.
Zmarł w 1932 roku w wyniku udaru. W jego pogrzebie wzięło udział ok. 2000 osób. Pogrzeb miał charakter manifestacji Polskiej Partii Socjalistycznej.

## Życie prywatne
Jego żoną była Stanisława Cycmaniak, z którą miał córkę Marię.